# Віснювек (Підляське воєводство)
Віснювек (пол. Wiśniówek) — село в Польщі, у гміні Високе-Мазовецьке Високомазовецького повіту Підляського воєводства.
Населення — 101 особа (2011).
У 1975-1998 роках село належало до Ломжинського воєводства.

## Демографія
Демографічна структура станом на 31 березня 2011 року:
|          | Загалом | Допрацездатний вік | Працездатний вік | Постпрацездатний вік |
| -------- | ------- | ------------------ | ---------------- | -------------------- |
| Чоловіки | 52      | 7                  | 39               | 6                    |
| Жінки    | 49      | 8                  | 26               | 15                   |
| Разом    | 101     | 15                 | 65               | 21                   |